# Autrèche
Autrèche ist eine französische Gemeinde mit 419 Einwohnern (Stand: 1. Januar 2022) im Département Indre-et-Loire in der Region Centre-Val de Loire; sie gehört zum Arrondissement Loches und zum Kanton Château-Renault. Die Einwohner werden Autrèchois genannt.

## Geographie
Die Gemeinde Autrèche liegt an der Ramberge, etwa 27 Kilometer ostnordöstlich von Tours. Umgeben wird Autrèche von den Nachbargemeinden Morand im Norden, Dame-Marie-les-Bois im Nordosten, Cangey im Osten und Südosten, Saint-Ouen-les-Vignes im Süden, Neuillé-le-Lierre im Westen sowie Auzouer-en-Touraine im Nordwesten.

## Bevölkerungsentwicklung
| Jahr                      | 1962 | 1968 | 1975 | 1982 | 1990 | 1999 | 2011 | 2021 |
| Einwohner                 | 317  | 300  | 258  | 254  | 328  | 400  | 402  | 424  |
| Quelle: Cassini und INSEE |      |      |      |      |      |      |      |      |

## Sehenswürdigkeiten
- Kloster Fontaine-les-Blanches
- Kirche Saint-Martin aus dem 11. Jahrhundert
- Schlösser La Remberge, Beaumarchais, Les Hayes und Fontaine les Blanches

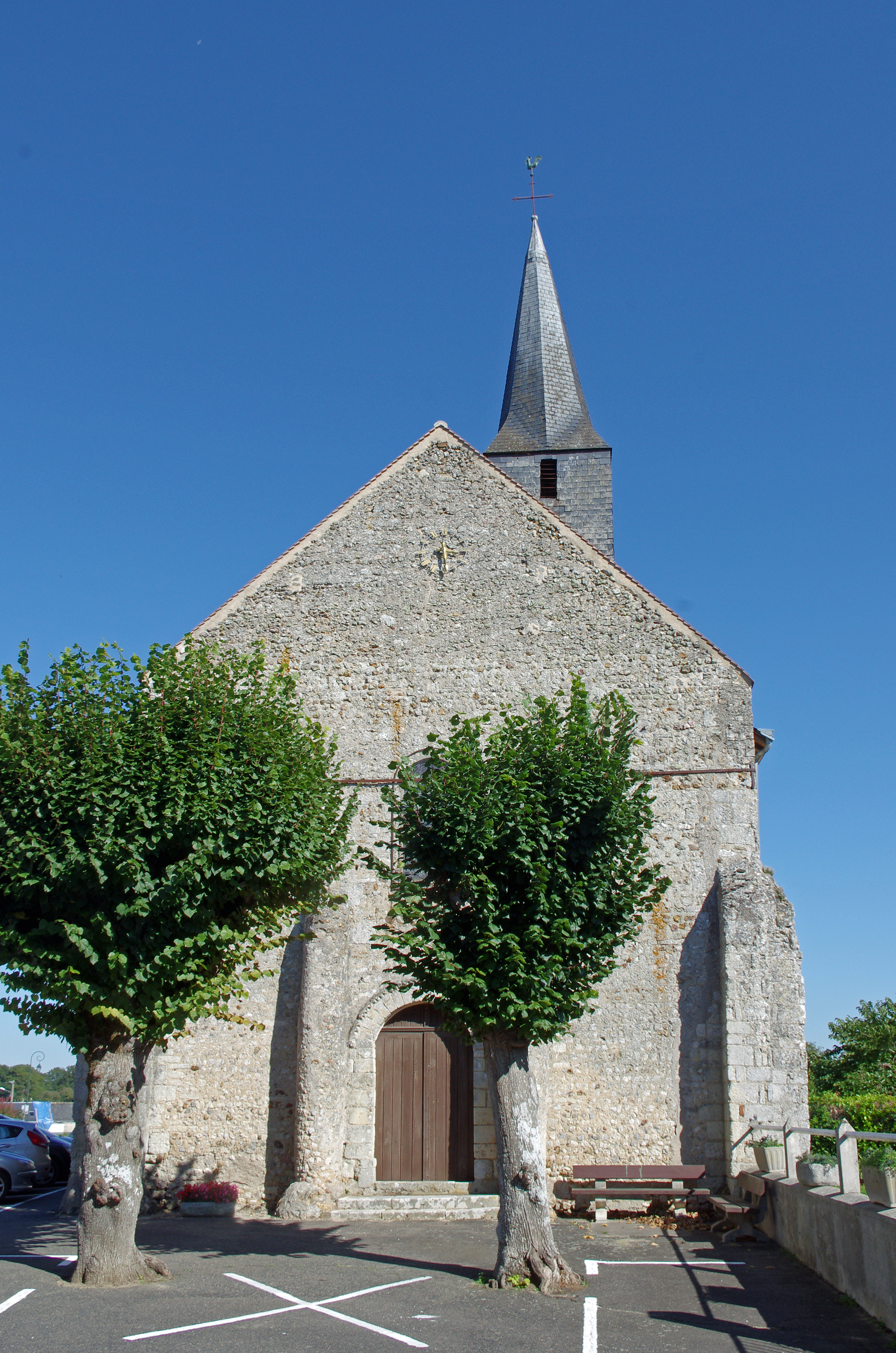
Kirche Saint-Martin
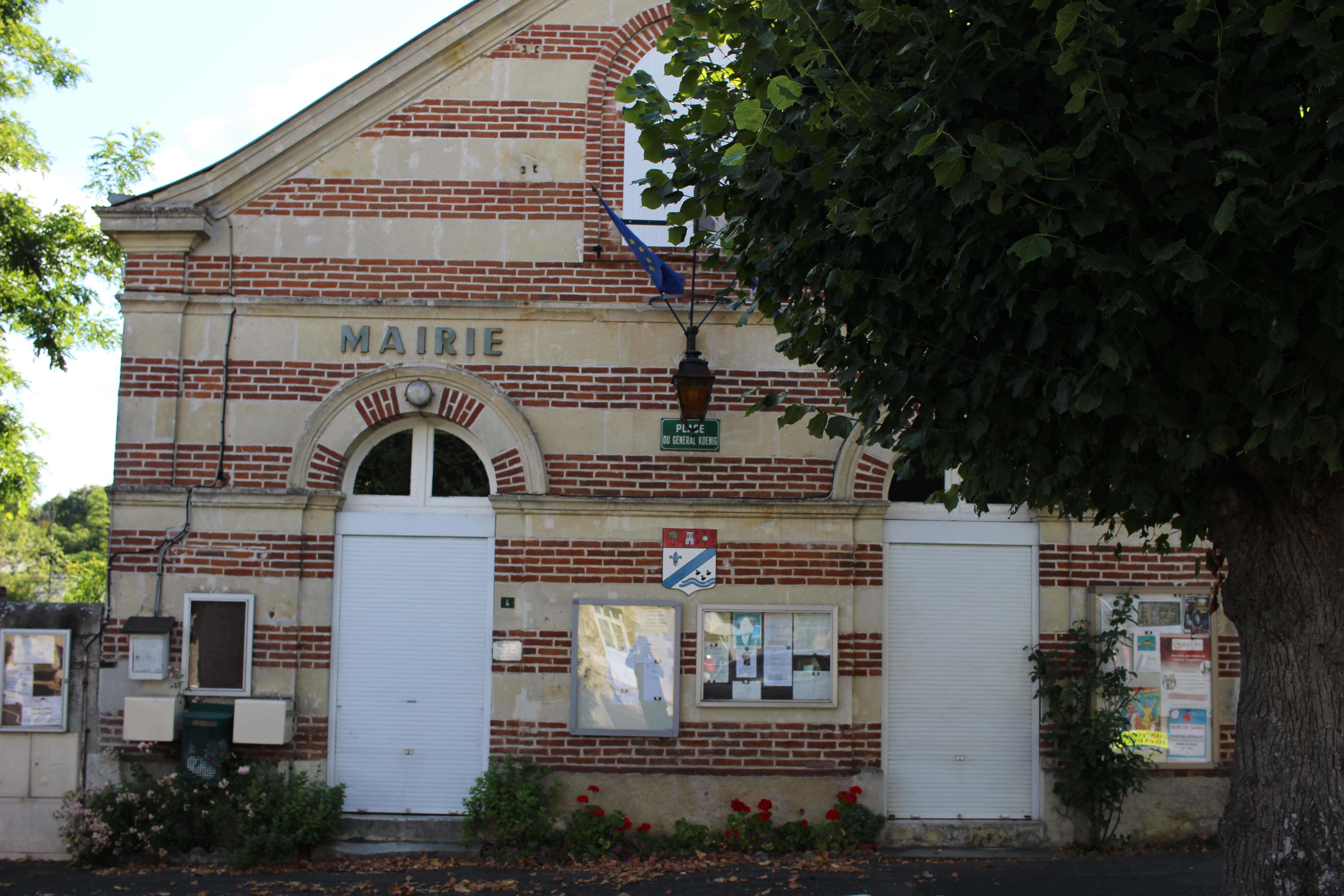
Rathaus (mairie)